# Католический собор Святого Патрика (Арма)
Собор Святого Патрика (англ. St Patrick's Cathedral) — собор римской католической церкви в городе Арма в Северной Ирландии. Собор был построен по проекту ирландского архитектора Томаса Даффа, созданному в 1838 году. Собор начали строить в 1840 году с закладки памятного камня, а кафедра была освящена только в 1903 году.